# 圣佩德罗-迪萨拉塞努什
圣佩德罗-迪萨拉塞努什是葡萄牙布拉干萨区的一个堂区。总面积15.9平方公里，总人口282人，人口密度17.7人/平方公里。